# Асандрос (Лидия)
Вижте пояснителната страница за други личности с името Асандрос.
Асандрос (на старогръцки: Άσανδρος) е македонски офицер на Александър Велики и сатрап на Лидия. Той е син на Филота.
След битката при Граник 334 г. пр. Хр. той е поставен за сатрап в Лидия. Заедно с генерал Птолемей той побеждава персиеца Оронтопат. През 331 г. пр. Хр. той е сменен от Менандрос. Той се включва тогава отново в главната войска в горните сатрапии. След това за него няма повече сведения.
В по-старите исторически източници се спекулира, че Асандрос е брат или близък роднина на Парменион и е свален във връзка на диференциите между Александър и Парменион. Понеже не се споменава след 331 г. пр. Хр., вероятно той е отстранен заедно с Парменион след екзекуцията на Филота (330 г. пр. Хр.). Това предположение се отрича в по-новите изследвания.